# (20246) Frappa
(20246) Frappa est un astéroïde de la ceinture principale.

## Description
(20246) Frappa est un astéroïde de la ceinture principale. Il fut découvert le 1er mars 1998 à Caussols par le programme ODAS. Il présente une orbite caractérisée par un demi-grand axe de 2,30 UA, une excentricité de 0,08 et une inclinaison de 4,1° par rapport à l'écliptique.

## Compléments